# Europese kampioenschappen kyokushin karate 2009 (IKO)
De Europese kampioenschappen kyokushin karate 2009 waren door de International Karate Organization (IKO) georganiseerde kampioenschappen voor kyokushinkai-karateka's. De 22e editie van de Europese kampioenschappen vond plaats in het Oekraïense Kiev op 23 mei 2009.

## Geschiedenis
De Tameshiwari-prijs werd bij de heren toegekend aan de Bulgaar Petar Martinov en bij de dames aan de Poolse Ewa Pawlikowska. De prijs voor beste karateka was bij de heren voor de Oekraïener Yevgeniy Yakovenko en bij de vrouwen voor de Russische Elena Vorobyeva.

## Resultaten
| Gewichtsklasse | Goud                 | Zilver               | Brons                                 |
| Heren          | Heren                | Heren                | Heren                                 |
| -------------- | -------------------- | -------------------- | ------------------------------------- |
| -70kg          | Yevgeniy Yakovenko   | Viktor Teixeira      | Piotr Moczydlowski Antonio Grigorescu |
| -80kg          | Nicolae Stoian       | Aleksandar Komanov   | Vusal Ismailov Michal Krzak           |
| -90kg          | Alejandro Navarro    | Lucian Gogonel       | Olexiy Pryhhdko Pablo Estensoro       |
| +90kg          | Zahari Damyanov      | Dmitry Lunev         | Djema Belkhodja Petar Martinov        |
| Dames          |                      |                      |                                       |
| -55kg          | Elena Vorobyeva      | Ewa Pawlikowska      | Anelya Asenova Stanislava Boycheva    |
| -65kg          | Dobroslava Habraszka | Anastasia Khripunova | Magdalena Wojcik Nadezhda Petrova     |
| +65kg          | Danaila Cherneva     | Anna Kopyrina        | Agnieszka Sypien Anna Kaczynska       |